# Українсько-тюркські мовні контакти
Украї́нсько-тю́ркські мо́вні конта́кти — українсько-тюркський мовний взаємовплив. Сягають часів ранньої східнослов'янської доби, коли степи Північного Причорномор'я контролювалися тюркомовними кочовими племінними об'єднаннями гунів (IV — V ст.), аварів-обрів (VI ст.), булгарів (VI — VII ст.) та хозарів (VII — X ст.), яких витіснили печеніги (IX — XI ст.), що, в свою чергу, поступилися половцям (XI — XIII ст.), а останні — кримським татарам та ногайцям Золотої Орди.
Проблему українсько-тюркських етнолінгвістичних, культурних взаємин тією чи іншою мірою висвітлювали в своїх працях такі українські дослідники: А. Кримський, В. Дубровський, Г. Халимоненко, Ю. Кочубей, В. Бушаков, С. Біляєва, Ф. Туранли, В. Луценко та ряд інших учених.

## Історичний контекст: Подніпров'я та Лівобережжя
Найактивніший взаємовплив двох етнічних і культурних масивів спостерігався на межі степу і лісостепу — на території історичної Переяславщини та півдня Київської землі. Тюркські за походженням топоніми є другими за кількістю після слов'янських на Полтавщині.
Відомо, що в VII ст. тюркські сім'ї жили в громадах антів. Існувала практика шлюбних зв'язків між тюрками-чоловіками й місцевими жінками. Дослідники хозарських старожитностей говорять про участь етносів Хозарської держави у формуванні літописних сіверян.
В золотоординський період Поворскля належало до так званого улусу Манкерман. Описуючи битву на Ворсклі 1399 року, новгородський книжник вказував, що вона відбулась «у реки Ворсклы в Татарской земле». У 1380-х — 1390-х роках тут існувало татарське князівство Мансура, предка князів татарського походження Глинських. Проте цілком імовірним є й можливість асиміляції татарських феодалів, переведення їх на статус звичайних землевласників. Полтавський археолог І.Кулатова пов'язує унікальну знахідку з Зінькова — ординське скроневе кільце (друга половина XIV — початок XV століття) з проникненням у басейн середнього Псла татарських чи потатарених елементів. Третину шляхти Київщини, куди номінально входило й Лівобережжя, за підрахунками Наталі Яковенко, становили вихідці з Орди. У складі місцевого населення — севрюків, чітко простежується тюркський елемент.
1502 року ціла орда хана Ших-Ахмата опинилася біля Сули, де він хотів утворити якусь фортецю. 1637 року 12 тисяч татар було поселено на Лівобережжі. 1650 року 12-тисячна орда постійно кочувала неподалік Полтави. Поселення Білопілля виникло на місці татарського кочовища, рання історія Охтирки (у перекладі — «білий яр») та її околиць також пов'язана з татарами, які залишили тут численні топоніми.

## Вплив тюркських мов і діалектів на українську мову
Діалектно неоднорідні мови гунів, аварів, булгарів та хозарів, що разом із сучасною чуваською мовою становлять булгарську групу тюркських мов, значного впливу на українські діалекти доби Київської Русі, очевидно, не мали. Проте сліди цих контактів спостерігаються не тільки у вітчизняних писемних пам'ятках (булгаризми тивун/тиун, каган/коган, хоть ‘жінка’, хинове ‘гунни’, болярин/боярин, лошадь, сапог, Тмуторокань, Борис, Боян/Баян тощо), а й у сучасній українській мові: ватаг, хазяїн (д.-рус. хозя), ковер (кримськотатарське кийиз ‘повсть’), харалуг, харалужний, корогва (д.-рус. хорюгъвъ), лоша, сагайдак/сайдак, колчан, р. Сутень, буланий, карий тощо. Певний вплив на українські діалекти старокиївської доби мали печенізька та половецька мови. Прямим нащадком першої є гагаузька мова (в Одеській області та ін.).
Половецька ж лягла в основу кипчацьких мов кримського ареалу — кримськотатарської, караїмської (з домішкою хозарського субстрату), вірмено-кипчацької та урумської (з помітним румейським субстратом). Близькоспорідненість цих мов ускладнює послідовне розмежування відповідних запозичень. Проте пам'ятки давньоруської писемності з українських територій («Повість временних літ», Київський літопис, Галицько-Волинський літопис, «Слово о полку Ігоревім» та ін.) і дані порівняльно-історичних досліджень вказують на велику кількість (близько 1,5 тис. загальних і власних назв) печенізьких та половецьких запозичень. Впливи цього часу були взаємними, про що можна з певністю говорити, посилаючись на пам'ятку половецької мови «Codex Cumanicus» за рукописом середини XIV ст., де зустрічається ряд характерних східнослов'янізмів: izba (‘кімната’), kukel (‘кукіль’), ous (‘жито, збіжжя’), реč (‘піч’), salam (‘солома’), samala (‘смола’), yrs (‘рись’ — із типовим надставним y- перед r).
З розвитком козацтва й чумацтва тюркський вплив на лексику української мови ще більше зростає. Запозичення стосуються передусім козацького й чумацького побуту: козак (грецька фіксація 1308 р. з Судака καζακ), чумак, товариш, отаман, осавул, джура, кіш, кочувати, бунчук, шаровари, очкур, калита, кисет, тютюн, люлька, башлик, тарань, чабак, шатро тощо. Завдяки різнобічним взаєминам засвоюються господарські назви, назви рослин, тварин, інструментів, товарів та ін.: саман, отара, гарба, кишмиш, гарбуз, аїр, бузівок, барабан, кармазин, басма, тасьма, сап'ян, атлас, парча, куманець, терлик, килим, копил, буран. Помітного впливу зазнав український ономастикон. Багато козацьких прізвищ (за реєстрами XVII — XVIII ст. — близько 3 тис.) — тюркського походження: Балабан, Мурза, Кочубей, Кутлубей, Шингерій тощо. Подібна картина й в топонімії Південної України: Баштанка, Інгул, Каланчак, Комишуваха і т. ін. Безпосередньо запозичуються і тюркські слова, що відображають суспільне життя Османської імперії, Кримського ханства, інших тюркських етнічних осередків: хан, султан, візир, диван, чалма, калим, мечеть, намаз, ясир тощо. Серед них чимало арабізмів та персизмів, що сприймалися й засвоювалися як властиво тюркські слова.
На тлі глобальних українсько-тюркських контактів розвиваються й локальні мовні зв'язки — із кримськотатарською та ногайською мовами на Півдні України; з вірмено-кипчацькою в Кам'янці-Подільському, Львові, Луцьку, Станіславі (тепер Івано-Франківськ), Могилеві-Подільському та ін. містах, де були колонії кипчакомовних вірменів; караїмською у Луцьку, Станіславі й Галичі; із урумською в Надазов'ї після переселення туди урумів з Криму в 1778—1779 рр.; з гагаузькою в Бессарабії. У випадку локальних мовних зв'язків взаємовплив не обмежується запозиченням недублетної лексики, а часто охоплює всі лексичні сфери й навіть мовну систему в цілому. Яскравим прикладом впливу української мови (разом з польською) на острівну, ізольовану (тобто оточену ін. мовами) тюркську мову був розвиток вірмено-кипчацької мови, що його послідовно можна дослідити протягом XVI — XVII ст. за актовими книгами вірменського суду Кам'янця-Подільського. Як і в цьому випадку, український вплив поєднується із впливом типологічно близьких ін. мов оточення: польської, російської, новогрецької (румейської) чи вірменської. У зв'язку з наявністю в сучасній Україні тюркомовного населення — кримських татар і кримчаків (Крим), урумів (Приазов'я), караїмів (Крим, Галич), гагаузів (Одеська область) — українсько-тюркські контакти в ній продовжуються. Певна специфіка спостерігається в українсько-тюркських мовних контактах за межами України, де сама українська мова опиняється в становищі острівної: Казахстан, Карачаївщина, Балкарія, Кумикія, Татарія, Башкирія, Алтай та ін. У цих місцевостях вона становить один з компонентів українсько-російсько-тюркської тримовності чи й певної багатомовності.